# Munna kroeyeri
Munna kroeyeri är en kräftdjursart som beskrevs av H. Goodsir 1842. Munna kroeyeri ingår i släktet Munna, och familjen Munnidae. Arten är reproducerande i Sverige.